# Noppakun Kadtoon
Noppakun Kadtoon (thailändisch นพคุณ ขัดตุ่น, * 12. Oktober 1994 in Chiangmai) ist ein thailändischer Fußballspieler.

## Karriere
Noppakun Kadtoon spielt seit mindestens 2017 beim Zweitligisten Chiangmai FC in Chiangmai. Wo er vorher gespielt hat, ist unbekannt. Die Saison 2017 wurde er an den Viertligisten JL Chiangmai United FC ausgeliehen. Mit dem Team wurde er Meister der Region North der Thai League 4 und stieg somit in die dritte Liga auf. Nach der Ausleihe wurde er 2018 von JL fest verpflichtet. Mit JL spielte er 2018 in der Thai League 3 in der Upper-Region. 2018 wurde er Meister der dritten Liga und stieg somit in die zweite Liga auf. Nach dem Aufstieg verließ er Chiangmai und schloss sich dem Zweitligisten Rayong FC aus Rayong an. Die Saison 2019 schloss der Club als Tabellendritter ab. Dieser Tabellenplatz berechtigte zum Aufstieg in die Thai League. Am Ende der Saison 2020/21 musste er mit Rayong als Tabellenletzter in die zweite Liga absteigen. Die Saison 2023/24 wurde er mit Rayong Tabellendritter und qualifizierte sich somit für die Aufstiegsspiele zur ersten Liga. Hier konnte man sich gegen den Nakhon Si United FC durchsetzen und stieg in die erste Liga auf. Nach fünf Spielzeiten wurde sein Vertrag im Sommer 2024 nicht verlängert. Im Juni 2024 unterschrieb der Torwart einen Vertrag beim Erstligaabsteiger Chonburi FC. Am Ende der Saison 2024/25 feierte er mit Chonburi die Zweitligameisterschaft sowie den Aufstieg in die erste Liga.

## Erfolge
JL Chiangmai United FC
- Thai League 4 – North: 2017   ▲
- Thai League 3 – Upper: 2018  ▲

Chonburi FC
- Thailändischer Zweitligameister: 2024/25  ▲